# Fresach
Fresach – gmina uzdrowiskowa w Austrii, w kraju związkowym Karyntia, w powiecie Villach-Land. Liczy 1249 mieszkańców (1 stycznia 2015).